# Château de Sandbjerg

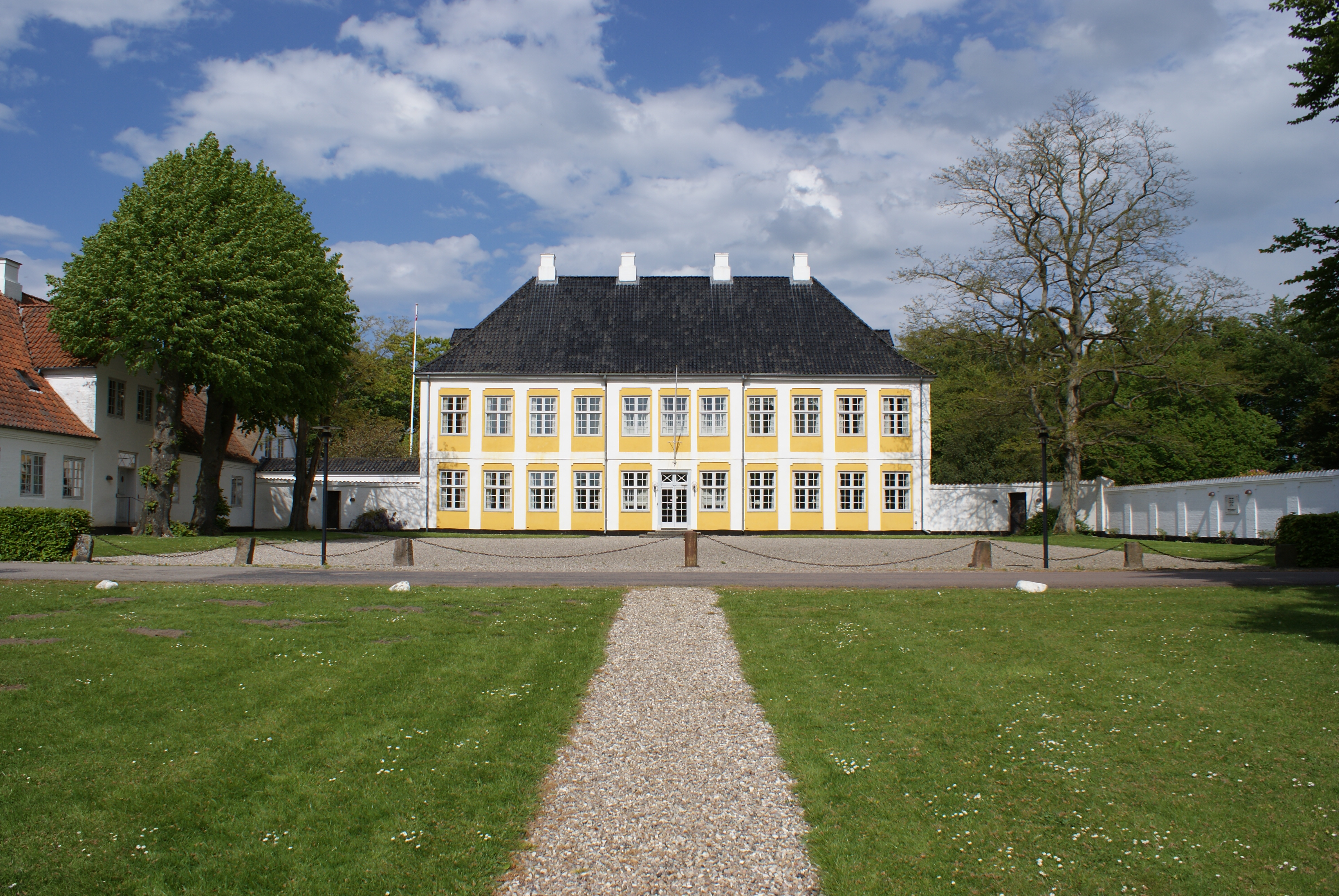
Vue du château.

Le château de Sandbjerg (en danois Sandbjerg Gods ; en allemand Schloß Sandberg) est la demeure seigneuriale d'un ancien domaine nobiliaire de la presqu'île de Sundeved (Sundewitt), du Schleswig du Nord, appartenant aujourd'hui au Danemark. Il se trouve à quelques kilomètres au sud-ouest de Sønderborg (Sonderbourg).

## Histoire
Le domaine est mentionné pour la première fois vers 1500. Frédéric II le donne en 1564 à son frère Jean de Schleswig-Holstein-Sonderbourg et il reste en possession de sa famille pendant un siècle, puis devient la propriété de la couronne du Danemark en 1667. Il est rapidement vendu à la famille von Reventlow en 1673 qui en reste propriétaire jusqu'en 1930.
Pendant la guerre prusso-danoise de 1864, le château abrite des troupes prussiennes et il est sous le feu de l'armée danoise en mars 1864. En 1930, le château et son domaine sont vendus à l'avocat Knud Dahl (dont l'épouse Ellen, née Dinesen, est la sœur de la romancière Karen Blixen), puis ils sont acquis en 1959 par l'université d'Aarhus. Le château et ses dépendances sont utilisés par l'université comme centre de séminaires et de conférences.

## Architecture
Le château sous sa forme actuelle date de 1788 à l'époque des Reventlow, conçu selon les plans de l'architecte Christian August Bohlsmann. La façade jaune très simple à un étage est soulignée de lésènes avec un léger avant-corps comme au château d'Augustenborg, à proximité.
L'intérieur au contraire est richement décoré dans le style rococo. Le château n'est pas ouvert au public, mais le parc, lui, est accessible.

## Source de la traduction
- (de) Cet article est partiellement ou en totalité issu de l’article de Wikipédia en allemand intitulé « Schloss Sandbjerg » (voir la liste des auteurs).